# Наш выбор
Российская демократическая партия Наш Выбор (РДП Наш Выбор) — российская незарегистрированная либеральная партия, существовавшая с 2004 по 2006 год под председательством бывшего сопредседателя Союза Правых Сил — Ирины Хакамады.

## История
30 октября 2004 года в пос. Московский Московской области состоялся учредительный съезд партии. Принято решение о создании партии, приняты устав и «Манифест свободного человека» (Программа Партии). Председателем партии избрана Ирина Хакамада.
На съезд партии избрано 176 делегатов из 58 субъектов РФ. Гостями на съезде были члены «Комитета-2008: Свободный выбор» Борис Немцов, Сергей Иваненко, главный редактор «Московских новостей» Евгений Киселёв, члены руководства партии «Союз Правых Сил» Борис Надеждин, Леонид Гозман и другие.
Идею построения партии Ирина Хакамада стала развивать после своего выхода из СПС.
На 9 октября 2005 на выборы в Томскую городскую думу Республиканская партия России и РДП «Наш Выбор» выдвинули в городскую думу единый избирательный блок, который подвергся давлению со стороны властей
В конце 2005 года Ирина Хакамада заявила о нецелесообразности подачу документов для регистрации РДП Наш Выбор, призвав своих членов вступать Демократическую партию Россию (ДПР) для избрания лидером партии экс-премьер-министра России Михаила Касьянова.
17 декабря 2005 года состоялись два альтернативных съезда ДПР, но минюст не признал легитимность съезда, на котором лидером был избран Касьянов.
8 апреля 2006 года состоялась учредительная конференция движения Российский народно-демократический союз, председателем избран Михаил Касьянов, Ирина Хакамада вошла в члены Президиума движения, после чего деятельность партии РДП Наш Выбор окончательно прекратило своё существование.
В 2004 году партия насчитывала 52 тысячи членов в 52 регионах России.